# Bihun, Ovruci
Bihun (în ucraineană Бігунь) este localitatea de reședință a comunei Bihun din raionul Ovruci, regiunea Jîtomîr, Ucraina.

## Demografie
Componența lingvistică a localității Bihun
     Ucraineană (99,38%)
     Alte limbi (0,62%)
Conform recensământului din 2001, majoritatea populației localității Bihun era vorbitoare de ucraineană (99,38%), existând în minoritate și vorbitori de alte limbi.